# Scopula safida
Scopula safida là một loài bướm đêm trong họ Geometridae.